# Amaurocichla bocagii
Az Amaurocichla bocagii a madarak osztályának verébalakúak (Passeriformes) rendjébe és a billegetőfélék (Motacillidae) családjába tartozó Amaurocichla nem egyetlen faja.

## Rendszerezése
A nemet és a fajt is Richard Bowdler Sharpe írta le 1892-ben.

## Előfordulása
A São Tomé és Príncipe szigetén honos. A természetes élőhelye szubtrópusi és trópusi síkvidéki esőerdők.

## Megjelenése
Testhossza 11 centiméter.

## Életmódja
Kisebb ízeltlábúakkal táplálkozik.

## További információ
- Képek az interneten a fajról[halott link]